# Потоси (департман)
Потоси (шп. Potosí), један је од девет департмана Вишенационалне Државе Боливије. Департман се налази на југозападу државе и граничи се са Чилеом. Покрива укупну површину од 118.218 km² и има 788.406 становника (2010). 
Највећи град и административни центар департмана је истоимени град Потоси.
Већи део департмана заузима планински терен. У Потосију се налази и слано језеро Салар де Ујуни. Департман Потоси је био најнапреднија провинција Шпанске империје, захваљујући производњи сребра, који се извозио у Европу. Поред сребра, у департману се налазе рудници цинка и олова.

## Галерија
- Језеро Салар де Ујуни
- Поглед на језеро Салар де Ујуни